# Latifoglie

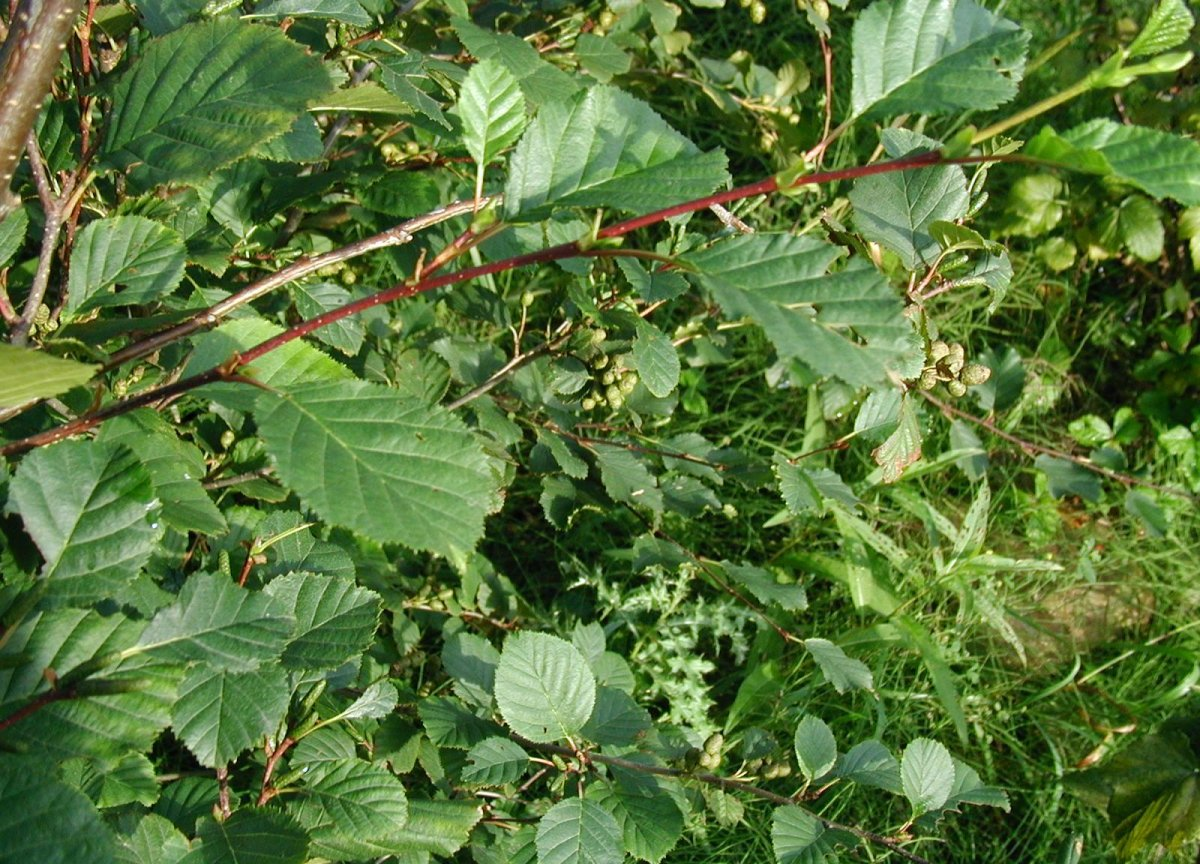
L'ontano verde, un esempio di latifoglia

Si definiscono latifoglie quelle piante, alberi o arbusti, erbacee o legnose, caratterizzate da foglie larghe a prescindere dalla loro forma. Il termine latifoglie si contrappone all'altro aghifoglie, cioè con foglie filiformi. Il termine è impreciso se usato in ambito scientifico, ed è comunemente utilizzato come sinonimo di Angiospermae. Molte piante latifoglie sono anche caducifoglie, ma ce ne sono anche di sempreverdi con la lamina ampia, per esempio:  il carrubo Ceratonia siliqua.
Esempi tra le caducifoglie sono: il pistacchio (Pistacia vera), il biancospino comune (Crataegus oxyacantha), il gelso nero (Morus nigra), il sorbo domestico (Sorbus domestica), il kaki (Diospyros kaki), il corniolo (Cornus mas), il nespolo comune (Mespilus germanica), il giuggiolo (Ziziphus jujuba).

## Esempi comuni[3][4]
| Nome               | Descrizione | Immagine |
| ------------------ | --- | -------- |
| Rovere             | Una quercia semi-caducifoglia di prima grandezza, appartenente alla famiglia delle Fagaceae |          |
| Frassino           | Un genere di piante spermatofite, dicotiledoni appartenenti alla famiglia delle Oleaceae |          |
| Leccio             | Detto anche elce, è un albero appartenente alla famiglia Fagaceae, diffuso nei paesi del bacino del Mediterraneo. |          |
| Olmo               | Un genere di piante della famiglia Ulmaceae, che comprende alberi denominati olmi, diffusi naturalmente in Europa, in Asia e in Nordamerica e largamente utilizzati come piante ornamentali e soprattutto nella silvicoltura e nell'arboricoltura da legno. |          |
| Pioppo             | Un genere di piante arboree della famiglia Salicaceae che comprende una trentina di specie, originarie perlopiù dell'emisfero settentrionale. |          |
| Acero              | Un genere di piante a foglie caduche che appartiene alla famiglia Sapindaceae, e comprende oltre 200 specie spontanee o originarie dell'Europa, Cina, Corea, Giappone e Nord America.                                                                       |          |
| Quercia da sughero | Un albero sempreverde della famiglia delle Fagaceae. |          |
| Castagno           | Un genere della famiglia Fagaceae. |          |
| Noce da frutto     | Un albero appartenente alla famiglia Juglandaceae. |          |